# كاسابروتا
كاسابروتا هي بلدية تقع في مقاطعة رييتي في منطقة لاتيوم الإيطالية، الواقعة على بعد حوالي 45 كيلومتر (28 ميل) شمال شرق روما وحوالي 20 كيلومتر (12 ميل) جنوب غرب رييتي.

## روابط خارجية
- الموقع الرسمي